# Daniel en el foso de los leones (Rubens)
Daniel en el foso de los leones es un cuadro del pintor Pedro Pablo Rubens, realizado en 1615, que se encuentra en la Galería Nacional de Arte de Washington D. C., Estados Unidos.

## El tema
Se representa el episodio bíblico de Daniel en el foso de los leones, en el que el profeta Daniel es arrojado al foso de los leones tras la encerrona de los consejeros del rey persa, Darío. Estos convencieron al rey a firmar un edicto de obligado cumplimiento para que nadie orara a ningún dios u hombre al margen del propio monarca, lo que contravenía la Ley Mosaica que seguía Daniel. 
Al continuar con su rutina de adoración de su Dios, Daniel se hizo culpable y fue arrojado al foso de los leones, pero Dios milagrosamente cerró la boca de las fieras y el profeta sobrevivió. La norma durante siglos fue representar a Daniel entre dos leones simétricos debido al origen persa de la escena, que evolucionó hacia una iconografía cada vez más compleja.

## Descripción de la obra
Daniel aparece en medio de nueve leones que reflejan distintos estados de ánimo, desde los indiferentes a los más fieros, hambrientos e irascibles. El profeta, devoto a Dios, se encomienda a su cuidado mientras dirige su mirada al agujero por el que observa el exterior del foso.